# Hermann Günther (Richter)
Hermann Gottlieb Eduard Günther (* 23. Mai 1882 in Berlin; † 16. Oktober 1945 im Speziallager Nr. 1 Mühlberg/Elbe) war ein Reichsgerichtsrat.

## Leben
Der evangelische Fabrikantensohn legte 1905 die erste Staatsprüfung („gut“), die zweite 1910 („gut“) ab. Er wurde im gleichen Jahr Assessor. 1910  kam er als Hilfsarbeiter zum Disziplinarhof für die nichtrichterlichen Beamten. Ab 1911 war er Hilfsrichter am Landgericht in Berlin. Dann wurde er 1912 Amtsrichter beim Amtsgericht Mitte und 1913 Landrichter am Landgericht I Berlin. Von 1915 bis 1917 arbeitete er Hilfsrichter am Kammergericht und ab 1920 war er Hilfsarbeiter im Preußischen Justizministerium. 1921 beförderte man ihn zum Kammergerichtsrat beim Kammergericht Berlin. An das Reichsgericht kam er am 4. Januar 1932 zunächst als Hilfsrichter. Zunächst war er als Hilfsarbeiter bis zum 1. März im IV. Strafsenat, dann im  VIII. Zivilsenat tätig. Inzwischen am 1. Januar 1933 zum Reichsgerichtsrat ernannt, kam er am 15. Juli 1933 in den IV. Zivilsenat. Am 1. April 1942 wurde Günther Senatspräsident des VII. Zivilsenats. Nach Kriegsende wurde er am 25. August 1945 in Leipzig mit 39 Richtern des Reichsgerichts verhaftet und ohne Gerichtsverfahren zunächst im Leipziger Gerichtsgefängnis inhaftiert. Später wurde er in das Speziallager Nr. 1 Mühlberg/Elbe überführt. Günther starb dort am 16. Oktober 1945.

## Parteizugehörigkeit
- Zwei bis drei Jahre bis Ende 1931 in der Deutschen Volkspartei
- zum 1. Mai 1933 Eintritt in die NSDAP (Mitgliedsnummer 1.961.656)[3]
- seit 8. November 1936 Blockwart im Reichsbund Deutscher Beamter[4]
- seit 9. November 1937 Hoheitsträger

## Ehrungen
- Silbernes Treudienst-Ehrenzeichen am 20. April 1938
- Goldenes Treudienst-Ehrenzeichen am 28. Mai 1942